# Іклензел (комуна)
Іклензел (рум. Iclănzel) — комуна у повіті Муреш у Румунії. До складу комуни входять такі села (дані про населення за 2002 рік):
- Ікланду-Маре (732 особи)
- Іклензел (480 осіб) — адміністративний центр комуни
- Валя-Ікландулуй (19 осіб)
- Гідаштеу (22 особи)
- Дупе-Дял (16 осіб)
- Кепушу-де-Кимпіє (717 осіб)
- Кіселіца (12 осіб)
- Медерешень (161 особа)
- Теблешень (26 осіб)
- Финаце (5 осіб)
- Финацеле-Кепушулуй (102 особи)

Комуна розташована на відстані 272 км на північний захід від Бухареста, 22 км на захід від Тиргу-Муреша, 58 км на південний схід від Клуж-Напоки, 141 км на північний захід від Брашова.

## Населення
За даними перепису населення 2002 року у комуні проживали 2292 особи.
Національний склад населення комуни:
| Національність | Кількість осіб | Відсоток |
| -------------- | -------------- | -------- |
| румуни         | 2137           | 93,2%    |
| угорці         | 78             | 3,4%     |
| цигани         | 76             | 3,3%     |
| німці          | 1              | < 0,1%   |

Рідною мовою назвали:
| Мова      | Кількість осіб | Відсоток |
| --------- | -------------- | -------- |
| румунська | 2200           | 96,0%    |
| угорська  | 72             | 3,1%     |
| циганська | 20             | 0,9%     |

Склад населення комуни за віросповіданням:
| Релігія        | Кількість осіб | Відсоток |
| -------------- | -------------- | -------- |
| православні    | 2118           | 92,4%    |
| реформати      | 65             | 2,8%     |
| адвентисти     | 60             | 2,6%     |
| п'ятдесятники  | 16             | 0,7%     |
| бретрени       | 12             | 0,5%     |
| римо-католики  | 10             | 0,4%     |
| греко-католики | 8              | 0,3%     |
| атеїсти        | 2              | 0,1%     |
| баптисти       | 1              | < 0,1%   |